# Daphnée Duplaix Samuel
Daphnée Lynn Duplaix Samuel (Manhattan, 18 agosto 1976) è un'attrice e modella statunitense.

## Biografia
Daphnée Lynn Duplaix Samuel nasce a Manhattan, New York, il 18 agosto 1976. Di origini haitiane, francesi e italiane, fu eletta Playmate del mese nel luglio 1997, quindi apparve in molti video della celebre rivista Playboy. Nel 1997 debuttò come attrice, interpretando un ruolo nella commedia d'azione Kickboxing Academy.
L'anno successivo interpretò il ruolo di una modella in Blackout, diretto da Abel Ferrara, quindi apparve in alcune serie televisive quali Strepitose Parkers, CSI - Scena del crimine e CSI: NY, e interpretò il ruolo di Valerie Davis in 34 episodi della soap opera Passions. Dall'aprile 2009 la Duplaix interpreta il ruolo di Rachel Gannon nella soap opera Una vita da vivere. Dal 2025 interpreta il ruolo di Nicole Dupree nella nuova soap opera Beyond the Gates.

## Vita privata
Alta 1,71 m., è stata precedentemente sposata con Ron Samuel, con il quale ha avuto tre figli, i gemelli Jaylen e Sebastian (nati nel 2003) e Jaxson Ronald (nato il 15 gennaio 2007). Dopodiché, il 28 giugno 2014 ha sposato Grady Heiberg, da cui ha avuto una figlia, Bellamy Grace, nata il 18 settembre 2015.

## Filmografia

### Cinema
- Striptease, regia di Andrew Bergman (1996)
- Blackout (The Blackout), regia di Abel Ferrara (1997)
- Kickboxing Academy, regia di Richard Gabai (1997)

- Let's Talk About Sex, regia di Troy Byer (1998)
- Foolish, regia di Dave Meyers (1999)
- Lost & Found, regia di Jeff Pollack (1999)
- Piñata - L'isola del terrore (Survival Island), regia di David Hillenbrand e Scott Hillenbrand (2002)
- The Road Home, regia di Drew Johnson (2003)
- The Fighting Temptations, regia di Jonathan Lynn (2003)
- Heart of the Beholder, regia di Ken Tipton (2005)
- Beautiful Girl, regia di Stevie Long (2014)
- Ex-Free, regia di Troy Byer (2015)
- Unreported, regia di Jason E. Barnes (2016)
- The Cheaters Club, regia di Paul D. Hannah (2017)

### Televisione
- One World Music Beat - serie TV 1 episodio (1998)
- The Steve Harvey Show - serie TV episodio 3x07 (1998)
- The Wayans Bros. - serie TV episodio 5x08 (1998)
- Women: Stories of Passion - serie TV episodio 3x05 (1999)
- Rude Awakening - serie TV episodio 2x08 (1999)
- V.I.P. (V.I.P. Vallery Irons Protection) - serie TV episodio 2x03 (1999)
- City Guys - serie TV episodio 3x11 (1999)
- Just Shoot Me! - serie TV episodio 4x06 (1999)
- Angel – serie TV, episodio 1x12 (2000)
- Kiss Tomorrow Goodbye, regia di Jason Priestley - film TV (2000)
- Tris di cuori (For Your Love) - serie TV episodio 4x04 (2000)
- Strepitose Parkers (The Parkers) - serie TV episodio 2x11 (2000)
- Kate Brasher - serie TV episodio 1x06 (2001)
- Tutto in famiglia (My Wife and Kids) - serie TV episodio 1x10 (2001)
- Felicity - serie TV episodi 3x12-3x15 (2001)
- Off Centre - serie TV episodio 1x01 (2001)
- Invisible Man (The Invisible Man) - serie TV episodio 2x19 (2002)
- Dharma & Greg - serie TV episodi 5x23-5x24 (2002)
- Half & Half - serie TV episodio 1x11 (2002)
- The District - serie TV 4 episodi (2001-2003)
- CSI - Scena del crimine (CSI: Crime Scene Investigation) - serie TV episodio 4x09 (2003)
- Sex, Love & Secrets - serie TV episodi 1x02-1x03 (2005)
- Sospetto letale (The Governor's Wife), regia di David Burton Morris - film TV (2008)
- Passions - soap opera 56 episodi (2004-2008)
- CSI: NY - serie TV episodio 5x16 (2009)
- Una vita da vivere (One Life to Live) - soap opera 94 episodi (2009-2010)
- Harry's Law - serie TV episodio 1x04 (2011)
- Femme Fatales - Sesso e crimini (Femme Fatales) - serie TV episodio 1x05 (2011)
- L'uomo di casa (Last Man Standing) - serie TV episodio 1x07 (2011)
- House of Lies - serie TV episodio 1x01 (2012)
- Ho sposato una star (I Married Who?), regia di Kevin Connor - film TV (2012)
- The Mindy Project - serie TV episodio 1x15 (2013)
- The Cookie Mobster, regia di Kevin Connor - film TV (2014)
- Beyond the Gates - soap opera (2025-in corso)

## Doppiatrici italiane
Nelle versioni in italiano delle opere in cui ha recitato, Rebecca Staab è stata doppiata da:
- Laura Latini in Tutto in famiglia
- Barbara De Bortoli in CSI: NY